# Ricky Ullman
Ricky Ullman tên thật là Raviv Ullman được sinh ra tại Eilat, Israel (24 tháng 2 năm 1986) là diễn viên truyền hình Mỹ gốc Do Thái.

## Lý lịch
Cha mẹ anh đều là người Do Thái. Ông ngoại anh là một giáo sĩ Do Thái ở Stamford, Connecticut and gia đình anh có họ hàng với Thượng nghị sĩ Connecticut Joe Lieberman.
Khi Ricky tròn 1 tuổi, gia đình anh chuyển tới Fairfield, Connecticut. Khi Raviv còn nhỏ, cha cậu làm việc với vai hề xiếc. Ullman bắt đầu mê nghề diễn từ lúc thấy một trại diễn dành cho trẻ em. Anh đã tham gia trại suốt mùa hè và được phân chia rất nhiều loại vai diễn khác nhau, vì thế mà anh đã phát hiện ra những tài năng của mình: hát, nhảy và diễn xuất.

## Sự nghiệp
Ricky được biết đến nhiều nhất khi chuỗi phim hài của Disney "Phil of the future" cùng với Alyson Michalka và Brenda Song. Anh thủ vai chính - chàng trai Phil Diffy cùng gia đình bị lạc từ năm 2121 tới năm 2004.

## Các phim đã đóng
- MADtv (2007)
- House (2006)
- That Guy (2006)
- Big Love (2006)
- Kim Possible: So the Drama (2005) (Lồng tiếng)
- That's So Raven (2005)
- Searching for David's Heart (2005)
- Law & Order: Special Victims Unit (2004)
- Pixel Perfect (2004)
- Phil of the Future (2004-2006)
- Law & Order: Criminal Intent (2003)
- Growing Up Brady (2000)